# Чернопятнистый сендеронг
Чернопятнистый сендеронг (лат. Plectropomus laevis) — вид лучепёрых рыб из семейства каменных окуней (Serranidae). Широко распространены в тропических районах Индо-Тихоокеанской области. Максимальная длина тела 125 см. Хищники, питаются преимущественно рыбами. Протогинические гермафродиты.

## Описание
Тело удлинённое, массивное, несколько сжато с боков, цилиндрической формы; в средней части покрыто ктеноидной чешуёй. Высота тела укладывается 2,9—3,9 раза в стандартную длину тела (для особей длиной от 11 до 62 см). Длина головы превышает высоту тела и в 2,7—3,1 раза меньше длины тела. Верхний профиль головы выпуклый. Межглазничное расстояние плоское. Рыло не покрыто чешуёй; заметно длиннее диаметра глаза и его длина укладывается 2,8—3,6 раз в общую длину головы. Предкрышка закруглённая с тремя крупными шипами, направленными вентрально. На жаберной крышке три плоских шипа, верхний и нижний шипы закрыты кожей. Ноздри расположены в небольшой бороздке перед глазами. Передние и задние ноздри равны по размерам. Нижняя челюсть выступает вперёд. На нижней части первой жаберной дуги 4—10 жаберных тычинок. Окончание верхней челюсти доходит до вертикали, проходящей через центр глаза. На верхней челюсти в передней части расположено от одного до четырёх изогнутых клыков; далее идут 2—3 ряда латеральных длинных тонких зубов; в задней половине челюстей зубы становятся ворсинковидными. На сошнике и нёбе узкие полосы ворсинковидных зубов. У взрослых особей на задней части верхней челюсти нет костного набалдашника. В спинном плавнике 7—8 жёстких и 10—12 мягких лучей. Третий и четвёртый лучи длиннее остальных, но короче самого длинного мягкого луча. Основания жёсткой и мягкой частей спинного плавника равны по длине. В анальном плавнике 3 тонких жёстких и 8 мягких лучей. Первый и второй жёсткие лучи вросшие и почти не видны у взрослых рыб. Грудные плавники короткие с закруглёнными краями, с 16—18 мягкими лучами, средние лучи самые длинные. Длина брюшных плавников равна длине грудных плавников. Хвостовой плавник с небольшой выемкой. В боковой линии 83—97 чешуек.
У чернопятнистого сендеронга наблюдаются две цветовые формы. Бледно-чёрная седловидная формы или так называемая «форма футбольного мяча». Верхняя часть тела и головы беловатого или бледно-жёлтого цвета с пятью тёмно-коричневыми или чёрными полосами неправильной седловидной или клиновидной формы. Первая полоса проходит сразу за глазами, вторая — на затылке; третья, четвёртая и пятая начинаются у основания спинного плавника и идут по бокам тела. На теле могут быть видны небольшие тёмно-синие пятна, в основном в задней части тела. Плавники, хвостовой стебель, рыло и челюсти жёлтые. Между основаниями парных плавников есть большое чёрноватое пятно. У молодых особей (стандартная длина тела от 7 до 15 см) область между первым и пятым жёсткими лучами спинного плавника черноватого цвета. Тёмная или серая форма. Тело и голова коричневого, оливкового, красного или почти чёрного цвета. Тёмные полосы на теле слабо выражены или отсутствуют. На голове, теле (кроме брюха), мягкой части спинного плавника, хвостовом и анальном плавниках и у оснований грудных плавников разбросаны многочисленные синие пятна с чёрной окантовкой, округлой формы с диаметром около половины диаметра зрачка. Дистальная часть грудных плавников тёмно-коричневая; лучи плавников темнее мембран; задний край белого цвета.
Молодь чернопятнистого сендеронга подражает пигментации и форме тела ядовитого чернополосого острорылого иглобрюха, защищая таким образом себя от врагов.
Максимальная длина тела 125 см, обычно до 80 см; масса тела — до 24,2 кг.

## Биология
Морские бентопелагические рыбы. Обитают в прибрежных водах на глубине от 4-х до 100 м. Предпочитают внешние склоны коралловых рифов, а также богатые кораллами лагуны, каналы и прибрежные рифы. Молодые особи обитают на более мелководных участках.
Взрослые особи питаются преимущественно рыбами и изредка ракообразными. В рационе молоди преобладают мелкие рыбы, ракообразные и кальмары.

### Размножение
Как и остальные представители рода чернопятнистый сендеронг является последовательным протогиническим гермафродитом. Все особи рождаются самками и только в течение жизненного цикла изменяют пол и становятся самцами. Самки впервые созревают в возрасте 1 года при длине тела 30 см. Смена пола происходит при длине тела от 46 до 87 см. У берегов Австралии нерестятся в октябре — декабре. Максимальная продолжительность жизни 16 лет.

## Ареал
Широко распространены в Индо-Тихоокеанской области. В Индийском океане встречаются от Кении и Мозамбика вдоль восточного побережья Африки; у берегов Индии, Шри-Ланка, западного Таиланда, Мьянмы; вокруг большинства островов и у берегов западной Австралии. Не обнаружены в Красном море и Персидском заливе. В центрально-западной части Тихий океан распространены от островов Рюкю на севере до островов Туамоту на востоке и на юг до Квинсленда (Австралия); в Коралловом море.